# Resolución 374 del Consejo de Seguridad de las Naciones Unidas
La resolución 374 del Consejo de Seguridad de las Naciones Unidas, adoptada por unanimidad el 18 de agosto de 1975, después de examinar la solicitud de la República Popular de Mozambique (actualmente Mozambique) para la membresía en las Naciones Unidas, el Consejo recomendó a la Asamblea General que la República Popular de Mozambique fuese admitida.